# Korualan, Hadim
Korualan là một thị trấn thuộc huyện Hadim, tỉnh Konya, Thổ Nhĩ Kỳ. Dân số thời điểm năm 2011 là 1.818 người.